# Llista de peixos de Corea del Nord

Localització de Corea del Nord a l'Àsia oriental

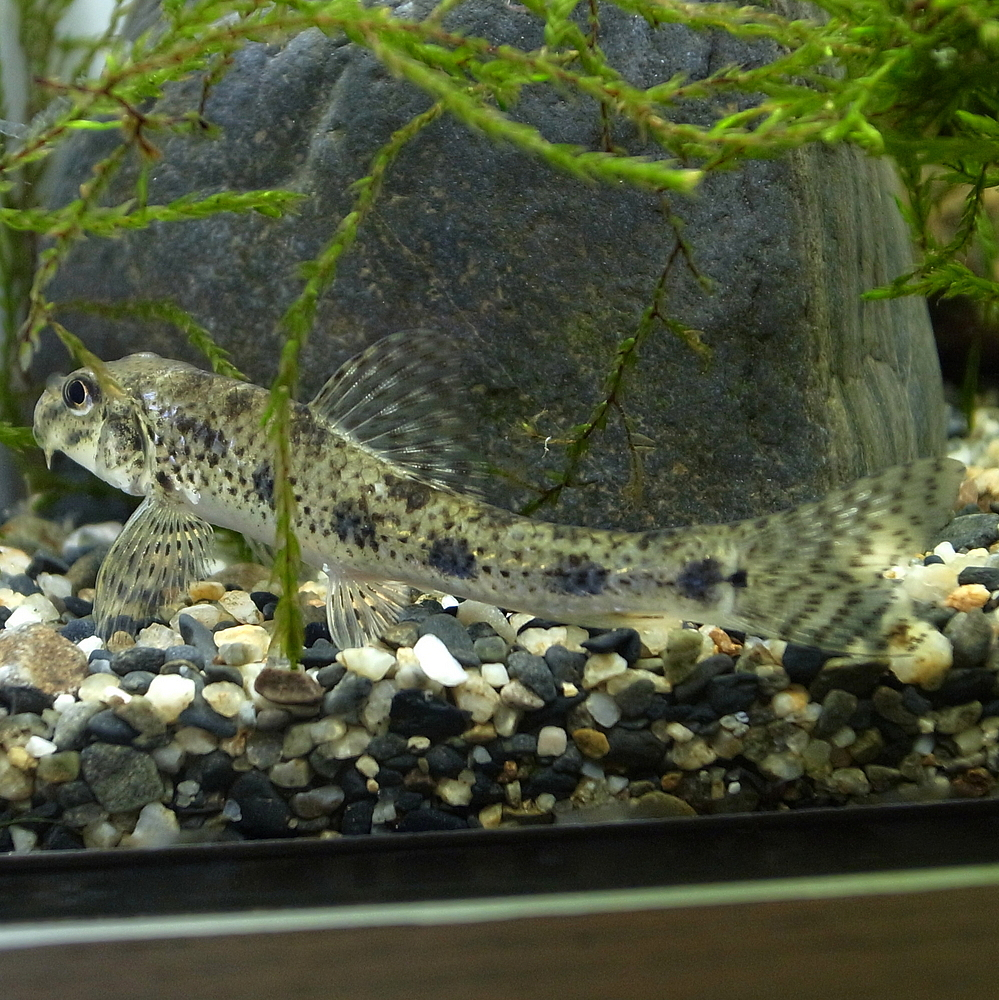
Abbottina rivularis

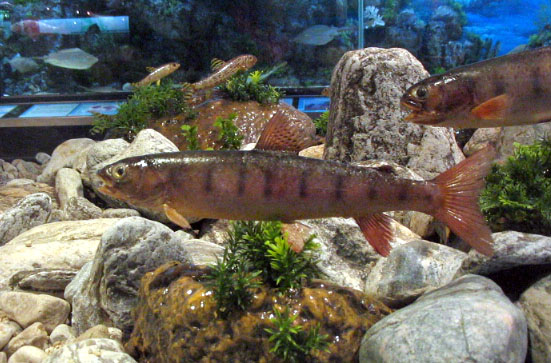
Brachymystax lenok

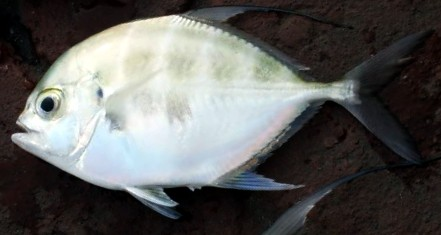
Carangoides hedlandensis

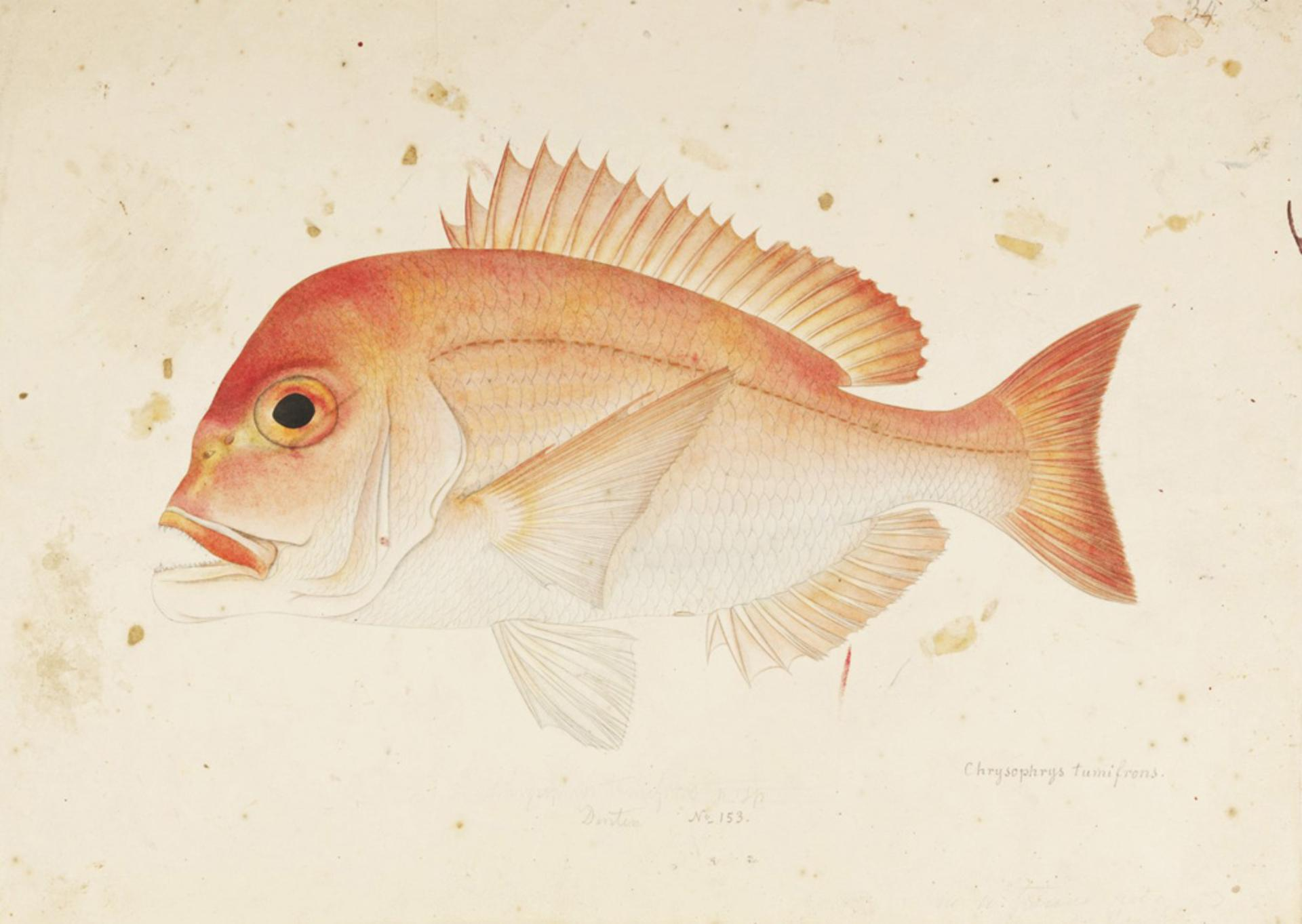
Dentex tumifrons

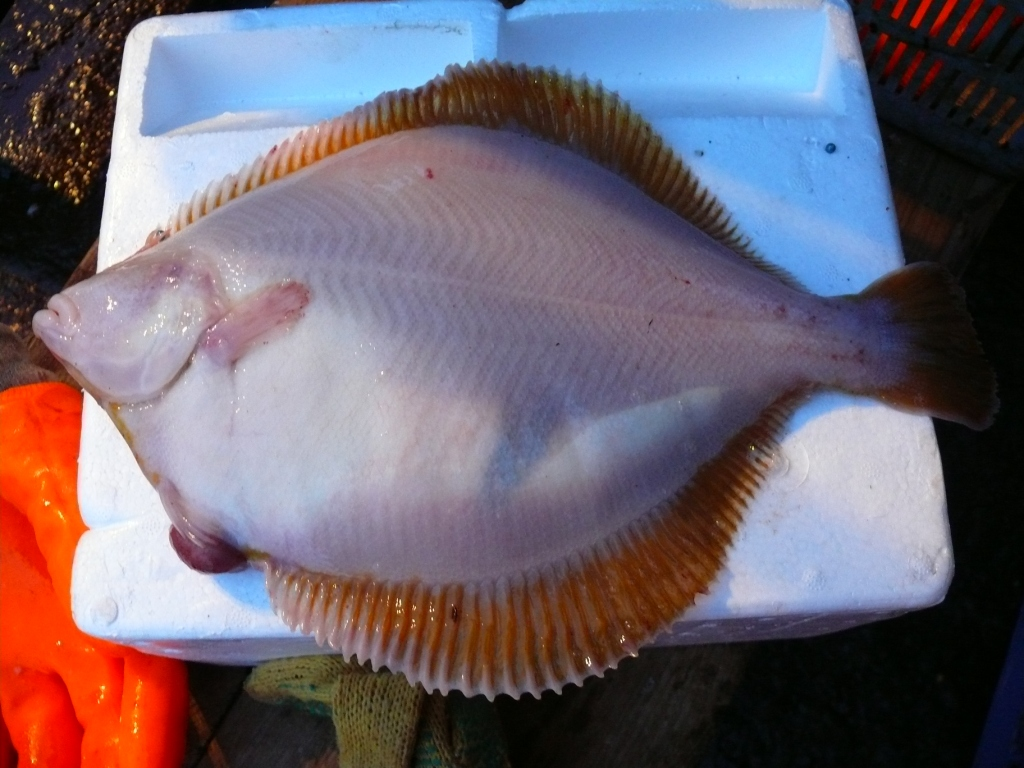
Limanda japonesa (Limanda aspera)

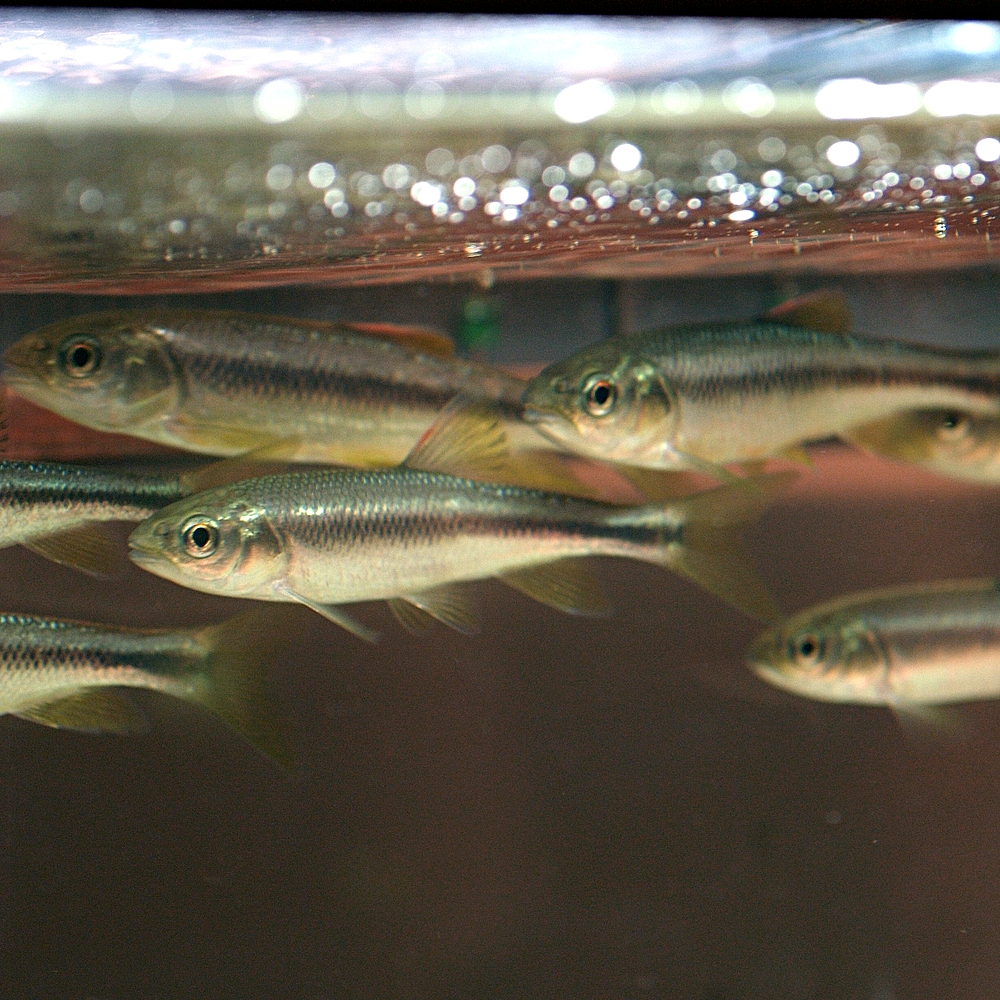
Nipponocypris temminckii

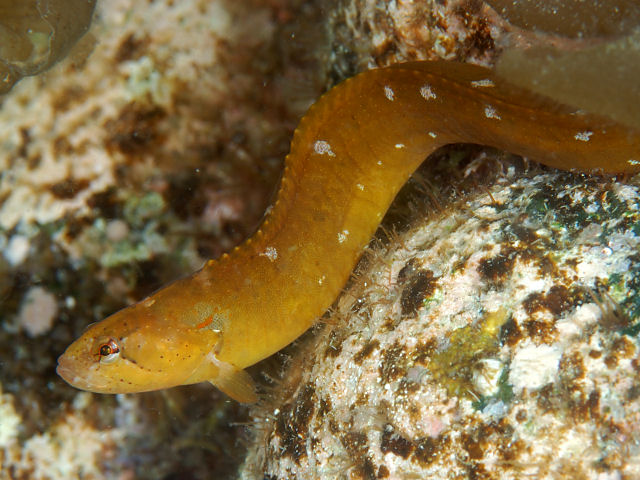
Dictyosoma rubrimaculatum

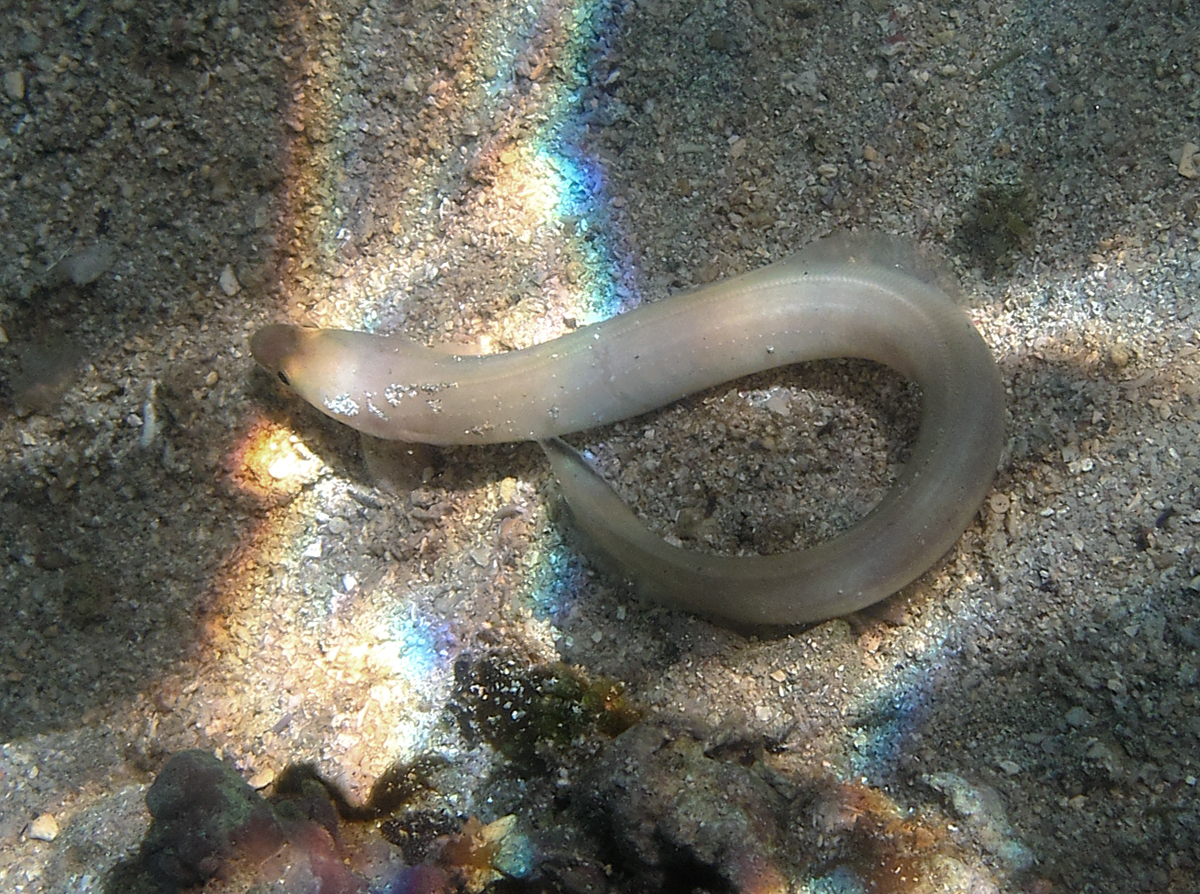
Ariosoma anago

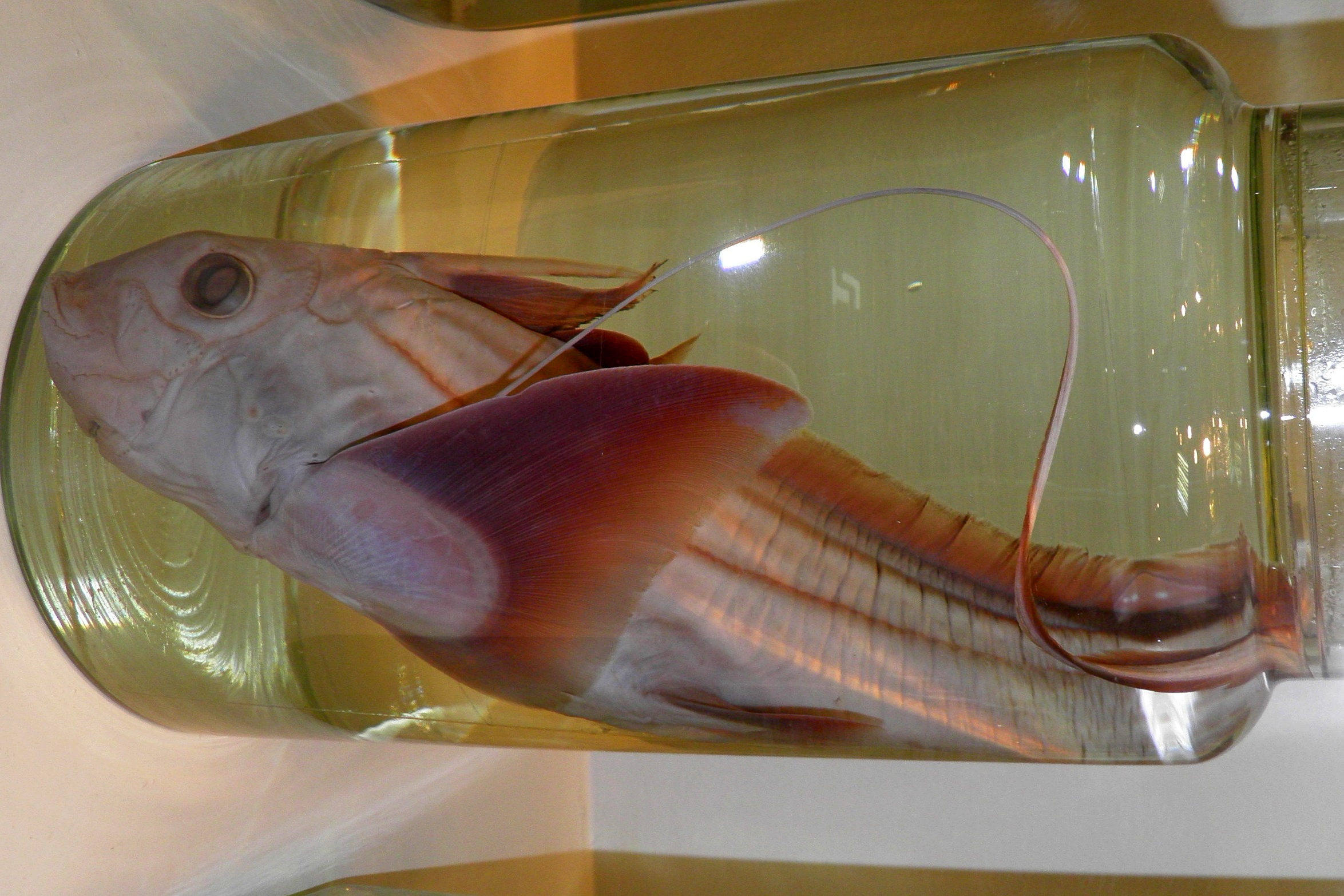
Chimaera phantasma

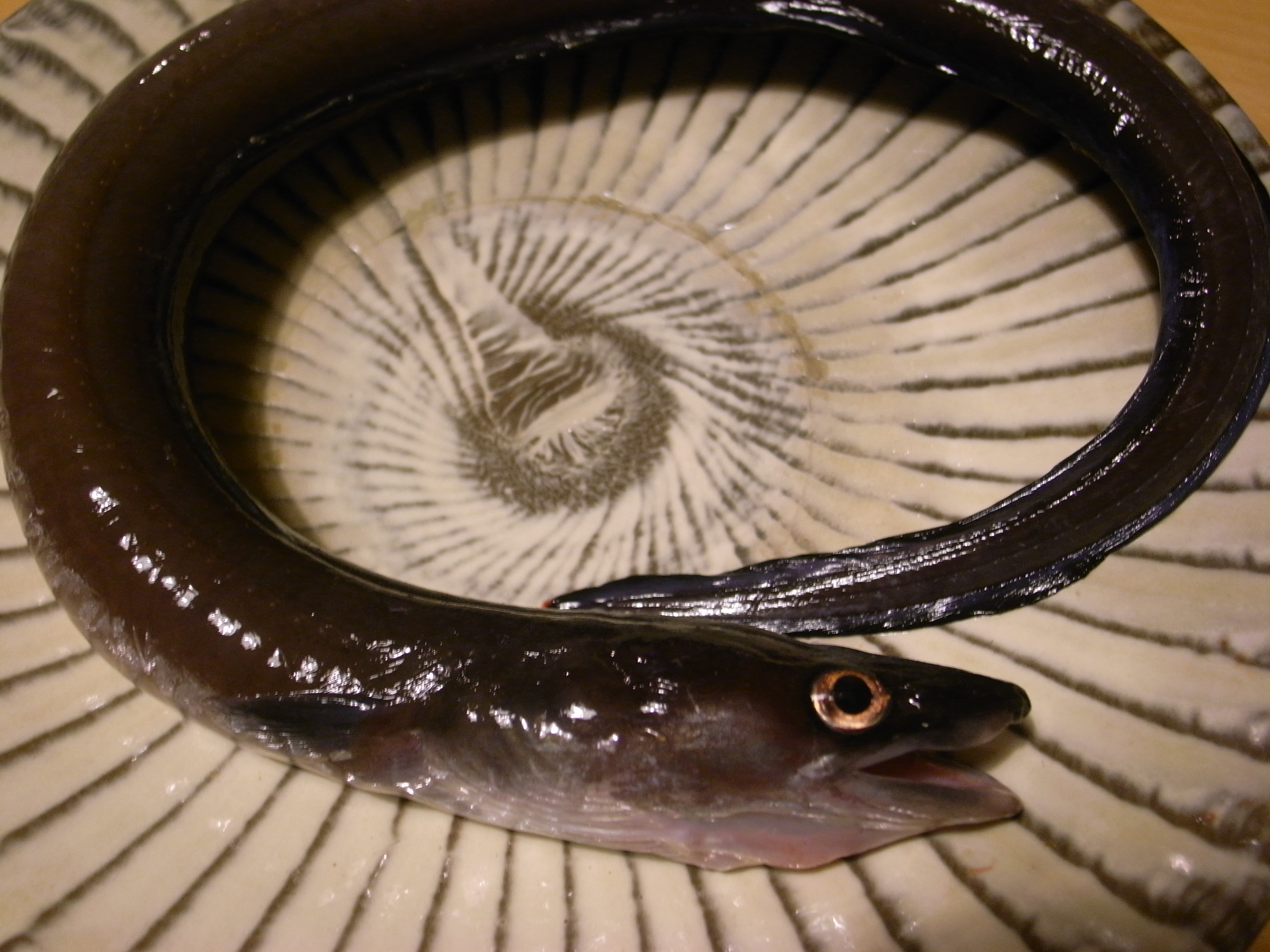
Conger japonicus

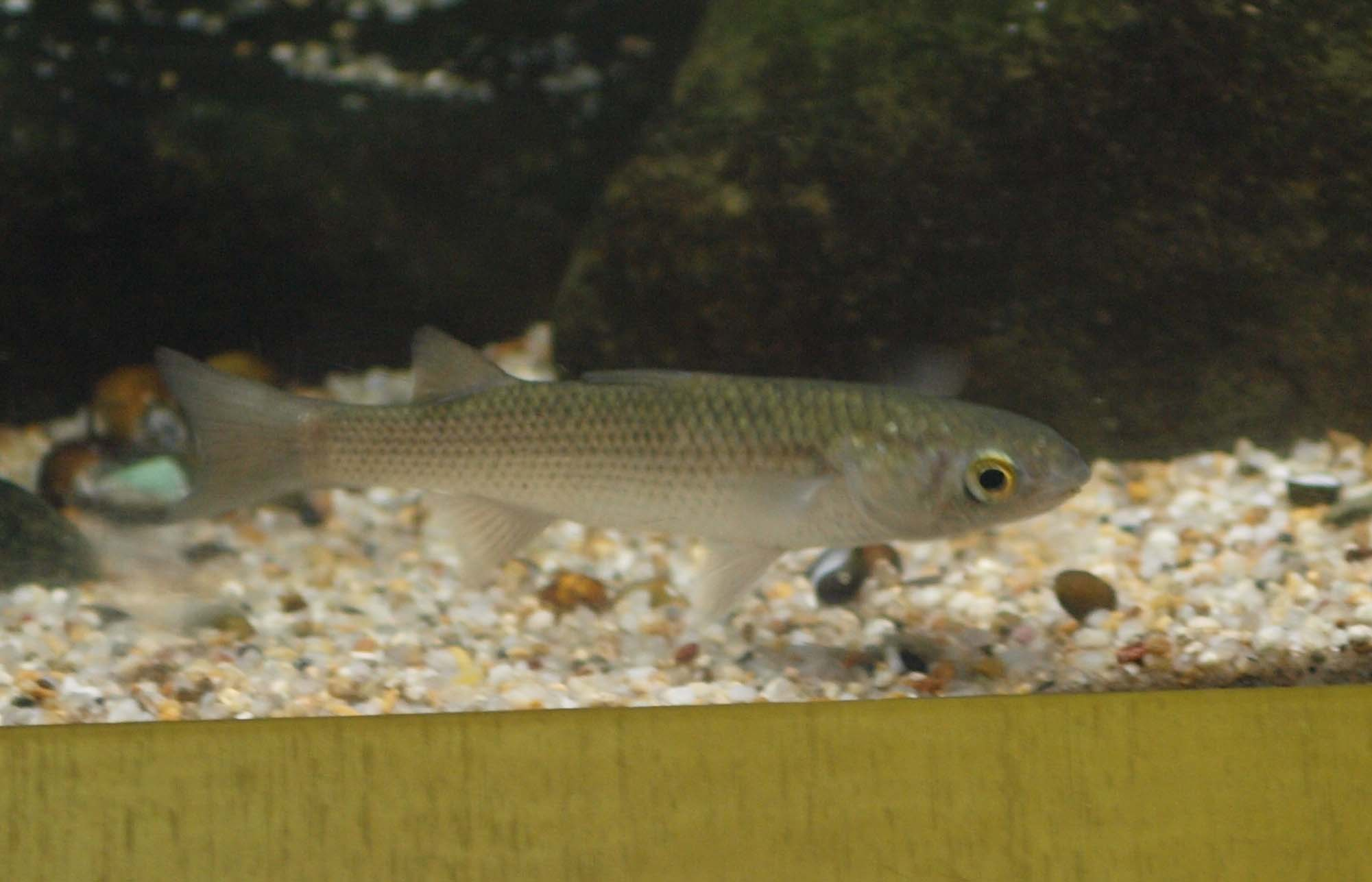
Liza haematocheila

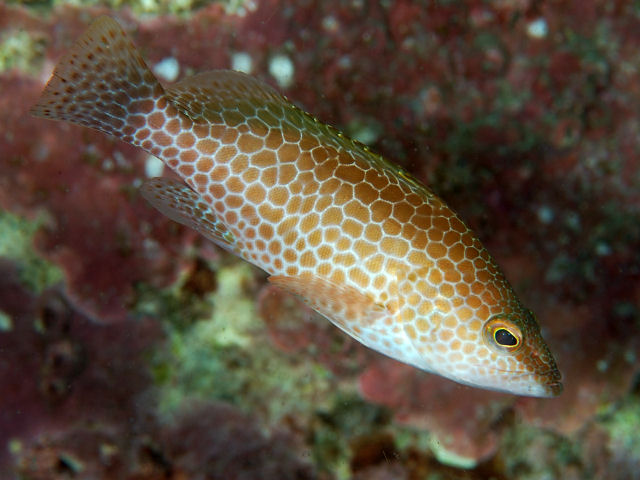
Epinephelus chlorostigma

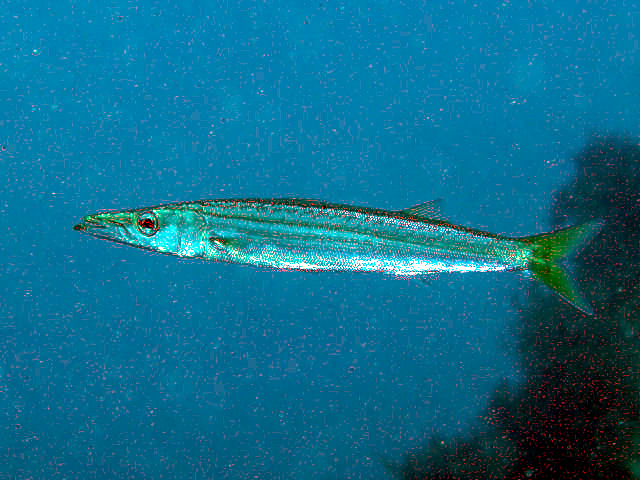
Sphyraena japonica

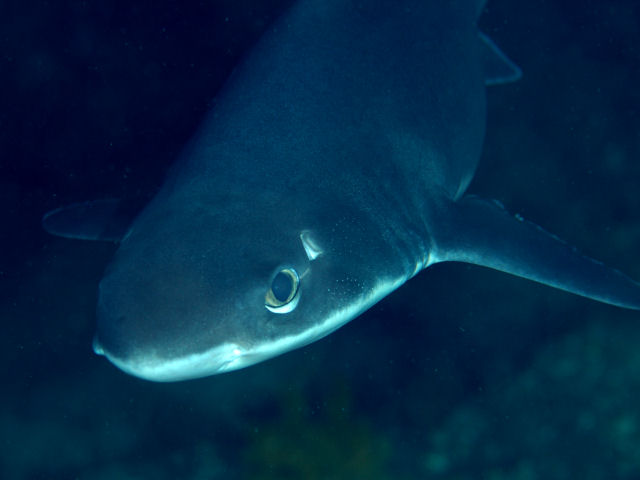
Squalus mitsukurii

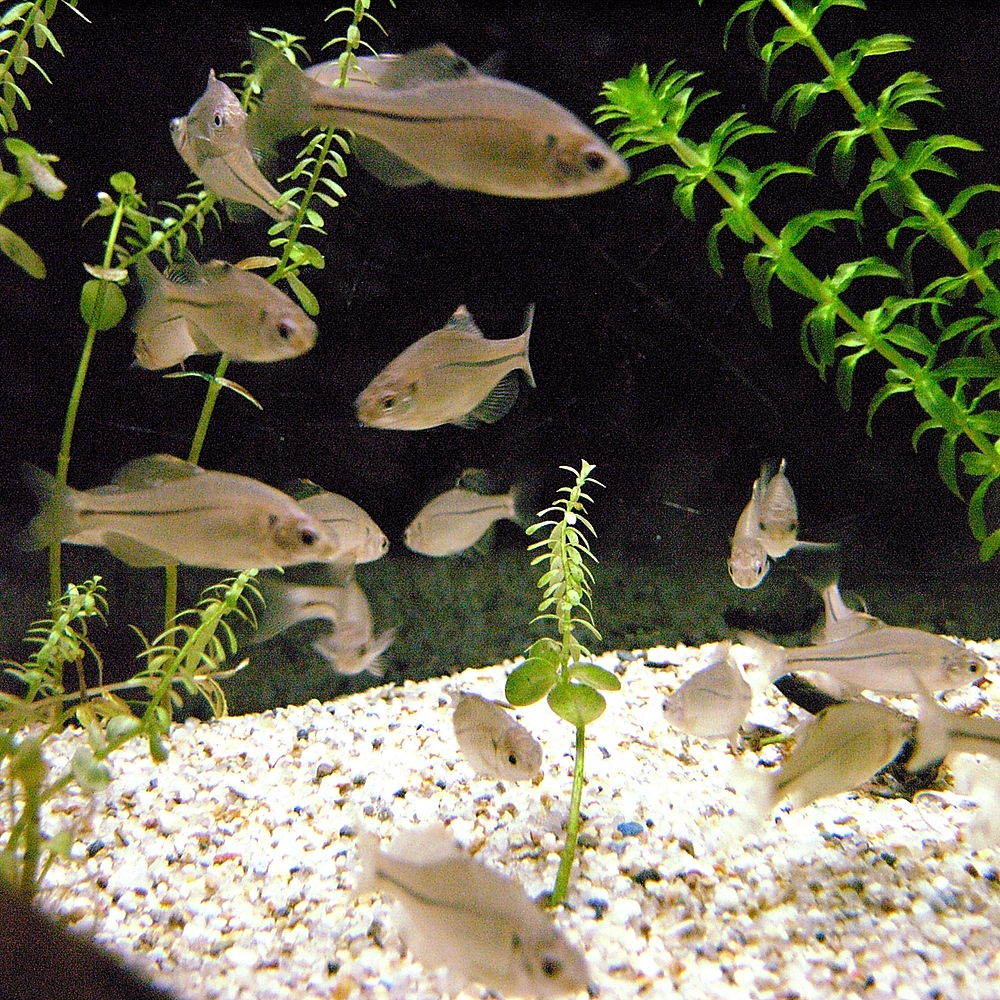
Rhodeus suigensis

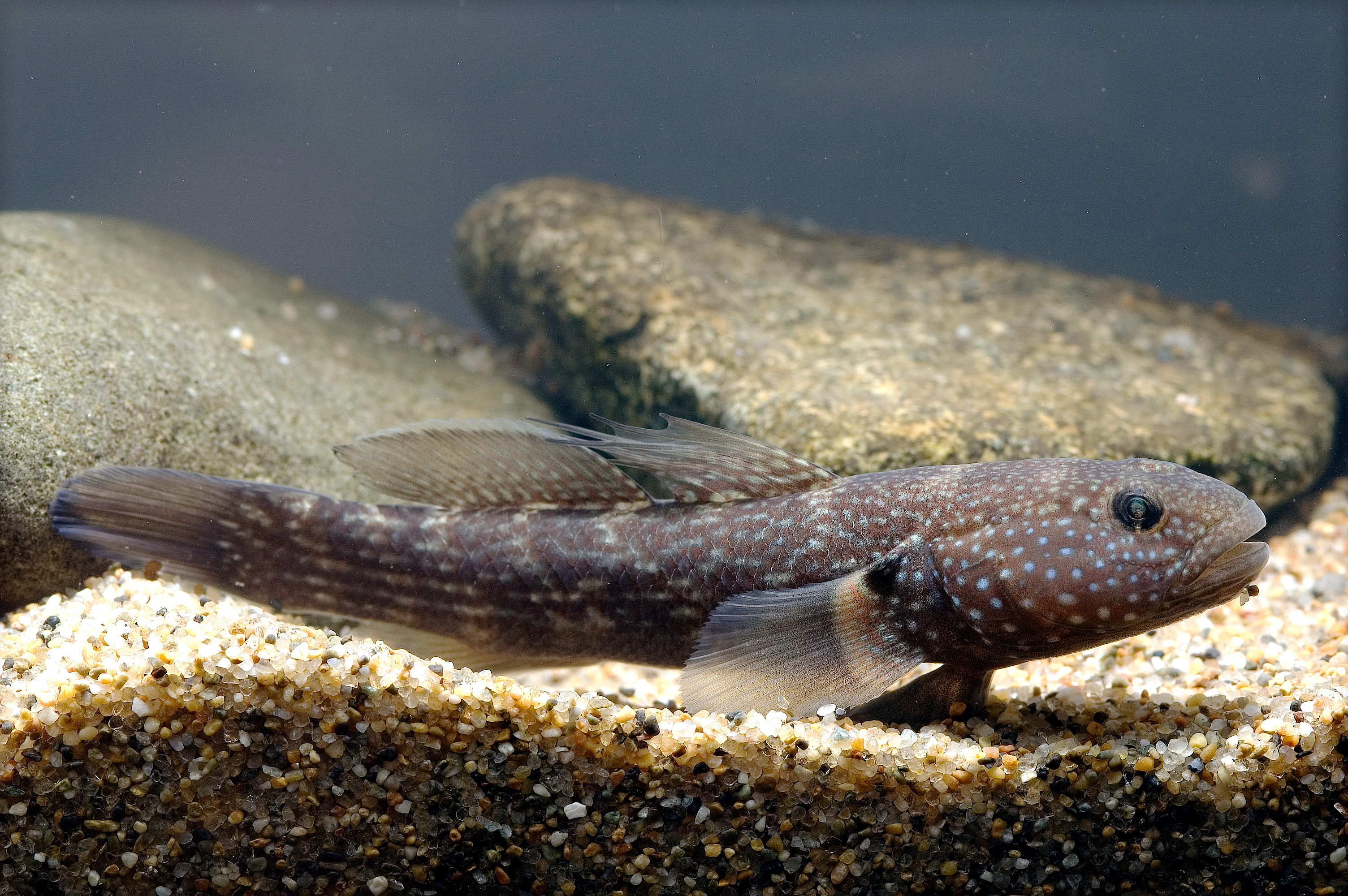
Tridentiger brevispinis

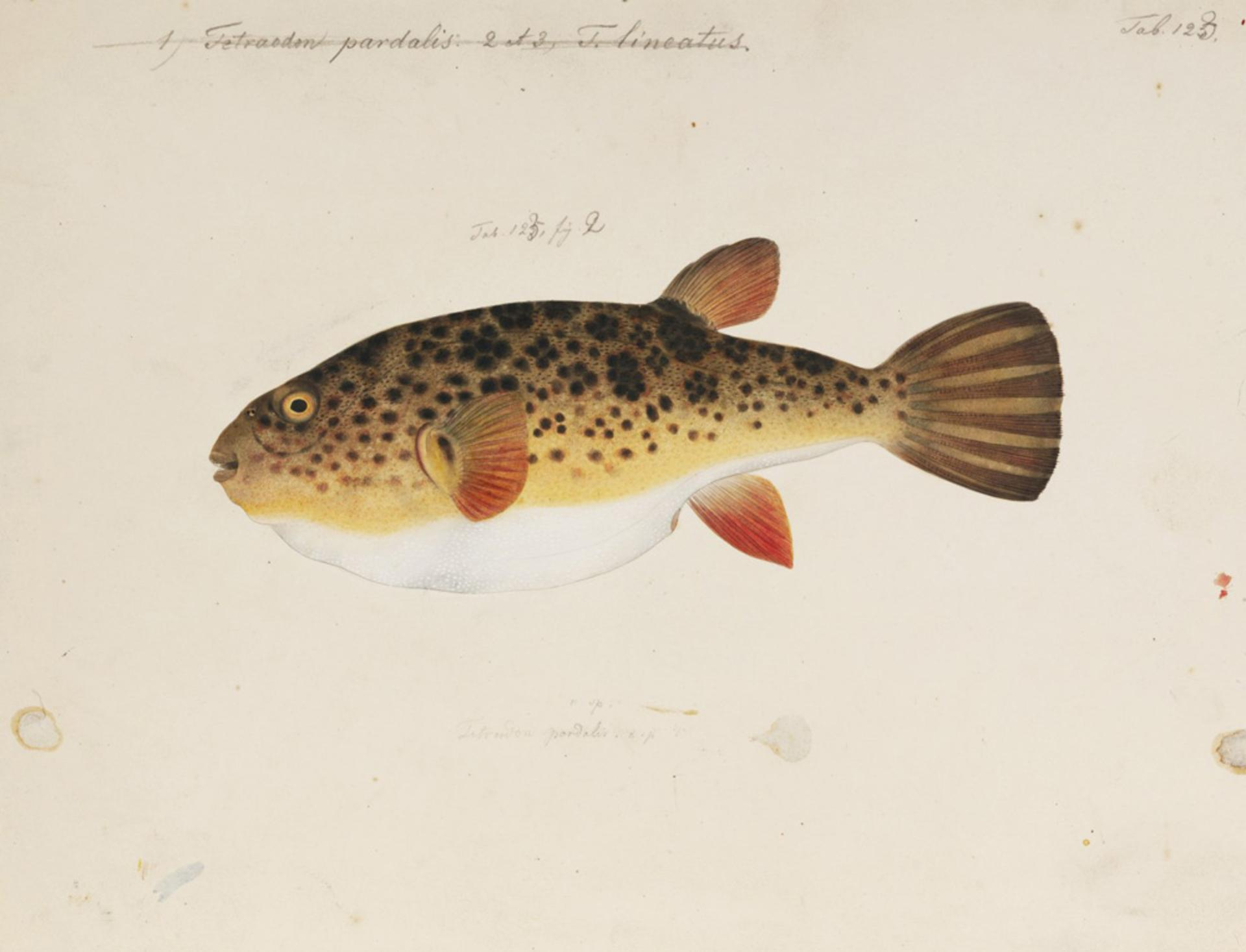
Takifugu pardalis

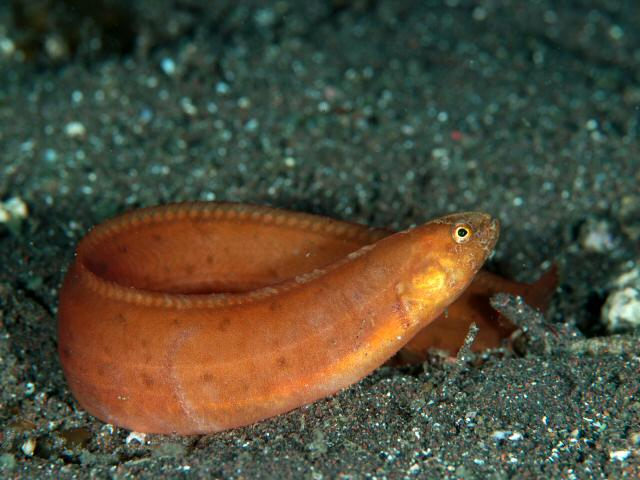
Pholis crassispina

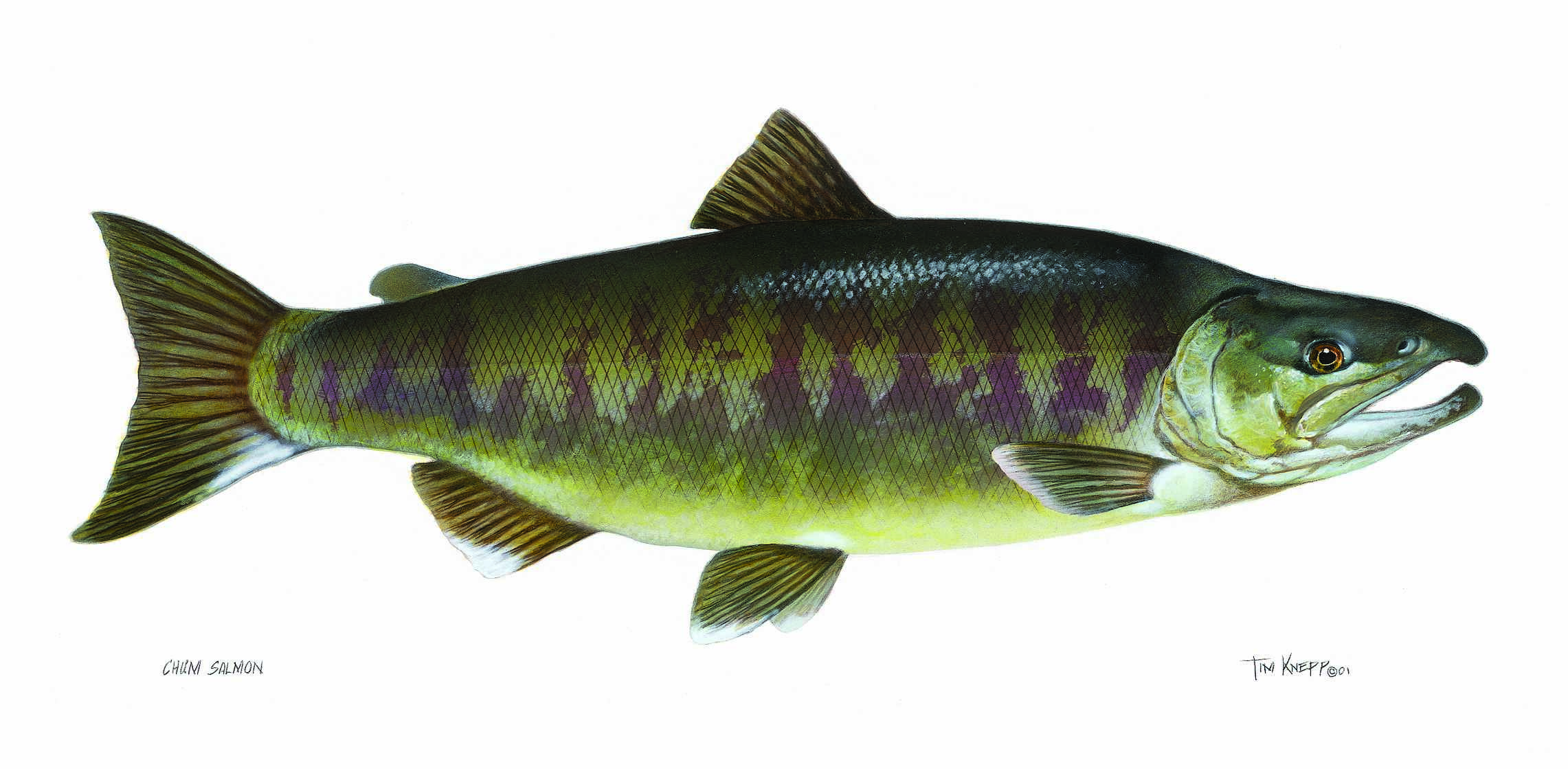
Salmó d'ullals (Oncorhynchus keta)

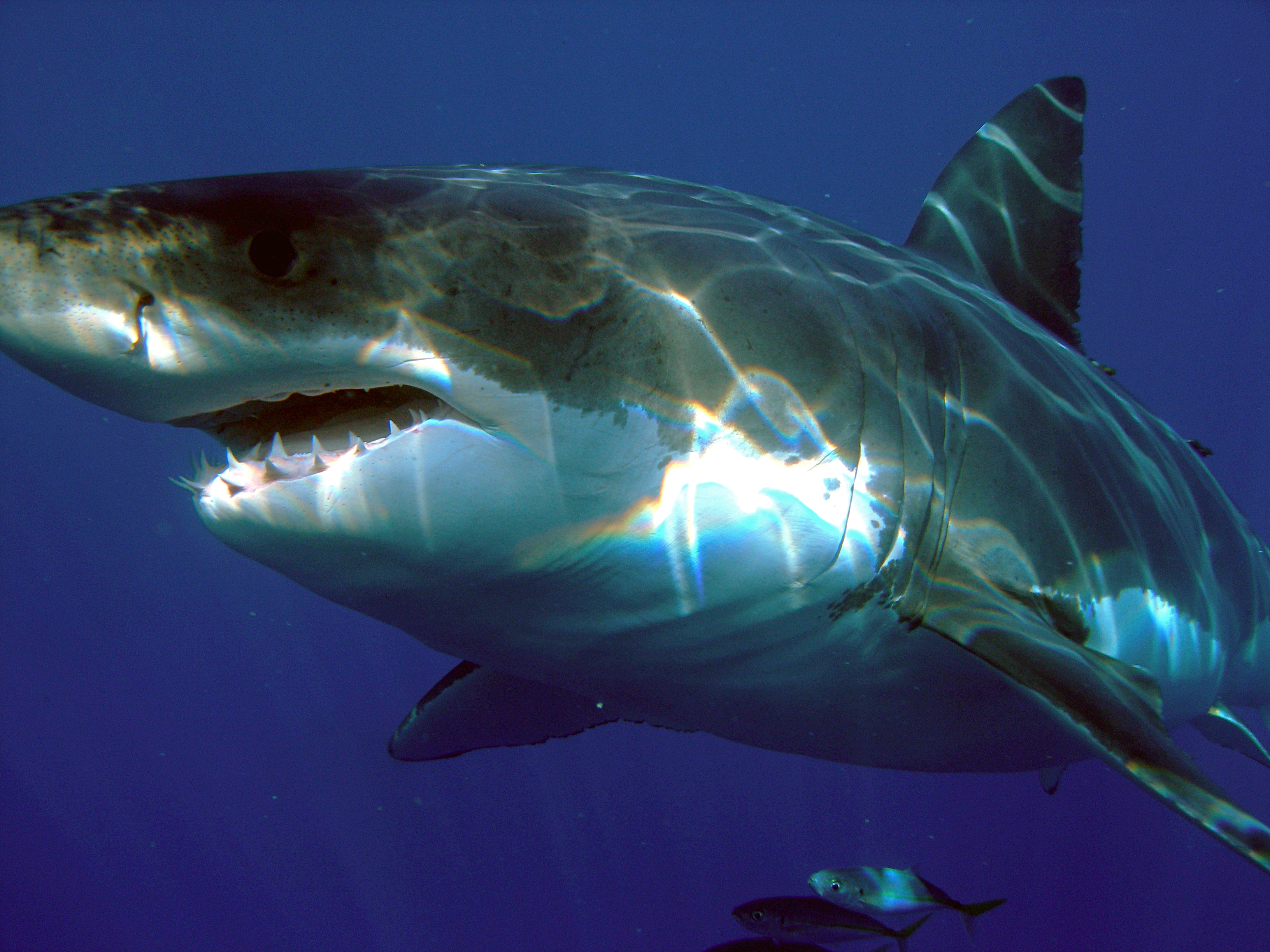
Tauró blanc (Carcharodon carcharias)

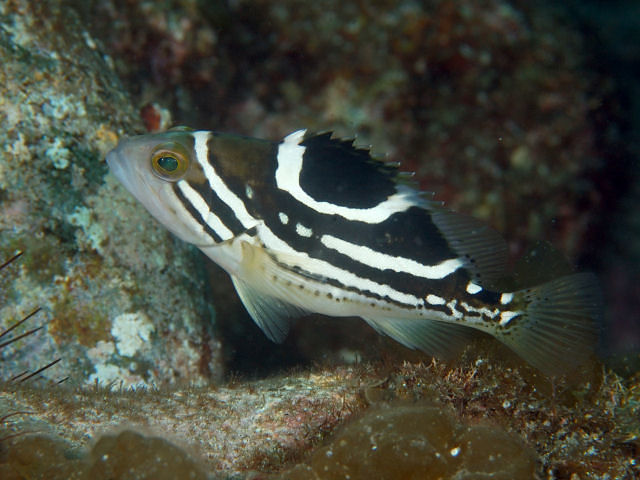
Epinephelus poecilonotus

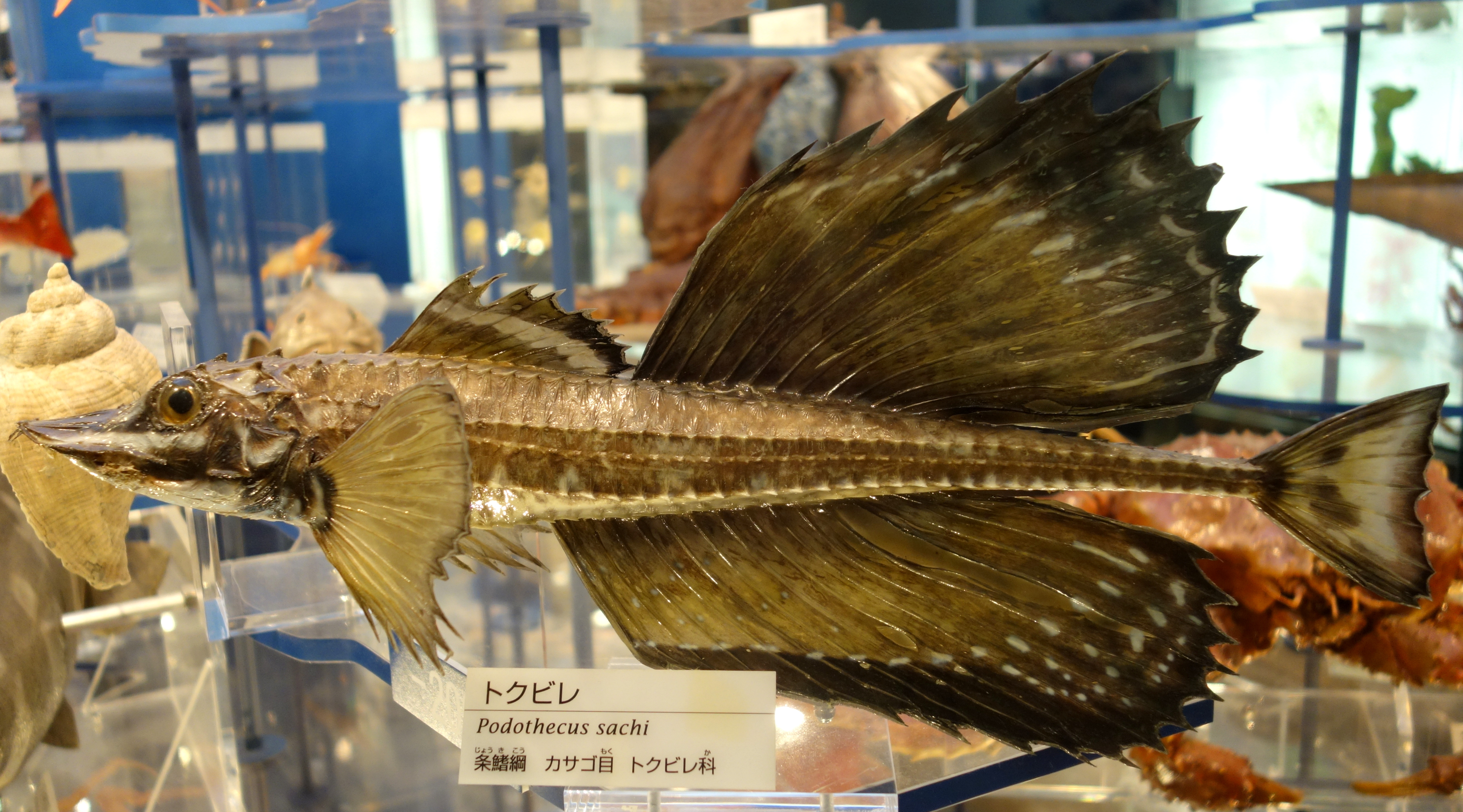
Podothecus sachi

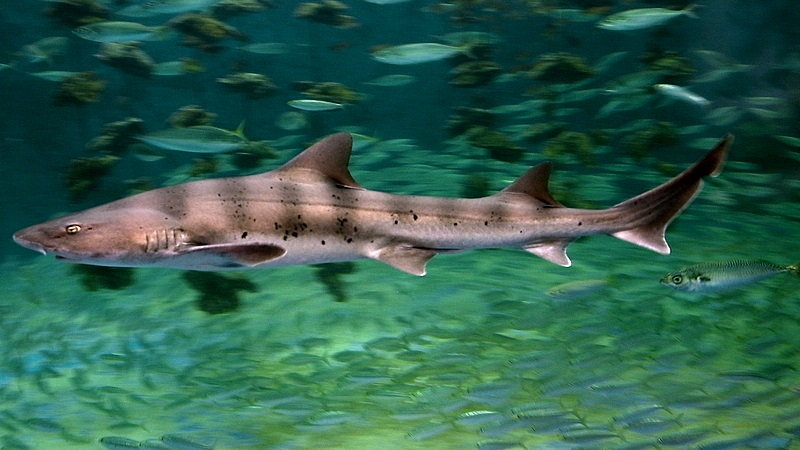
Triakis scyllium

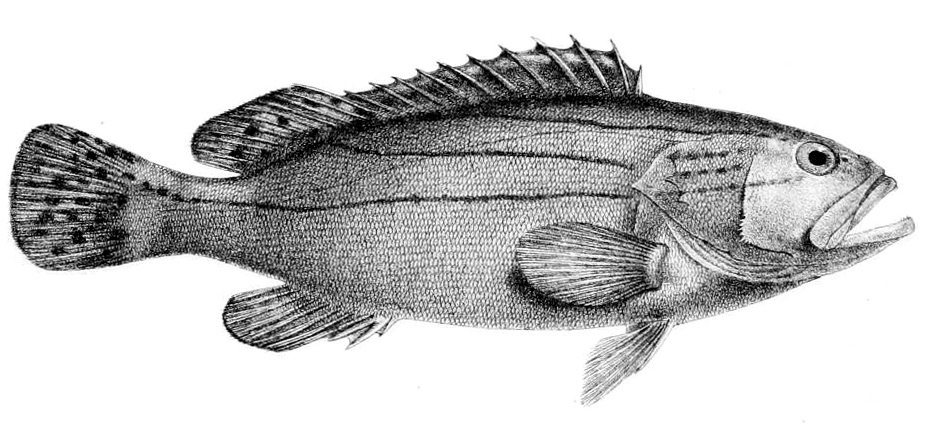
Epinephelus latifasciatus (il·lustració del 1878)

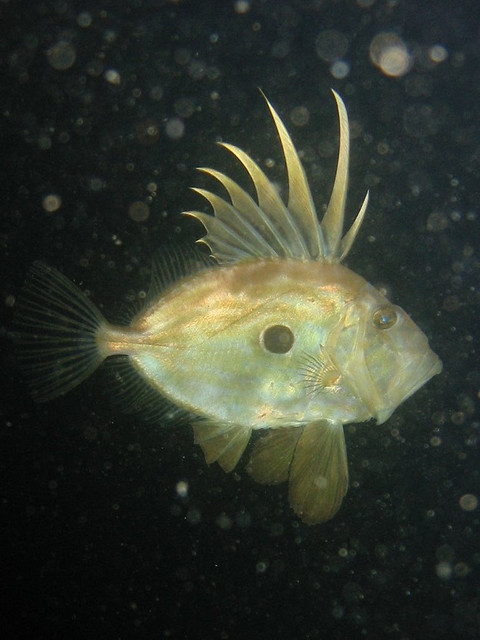
Gall de Sant Pere (Zeus faber)

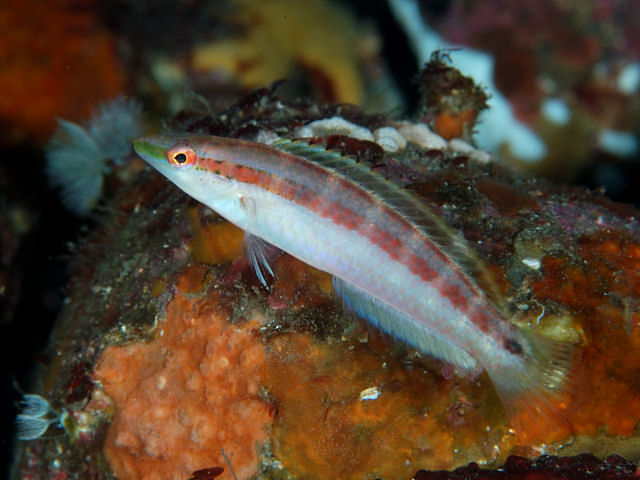
Suezichthys gracilis

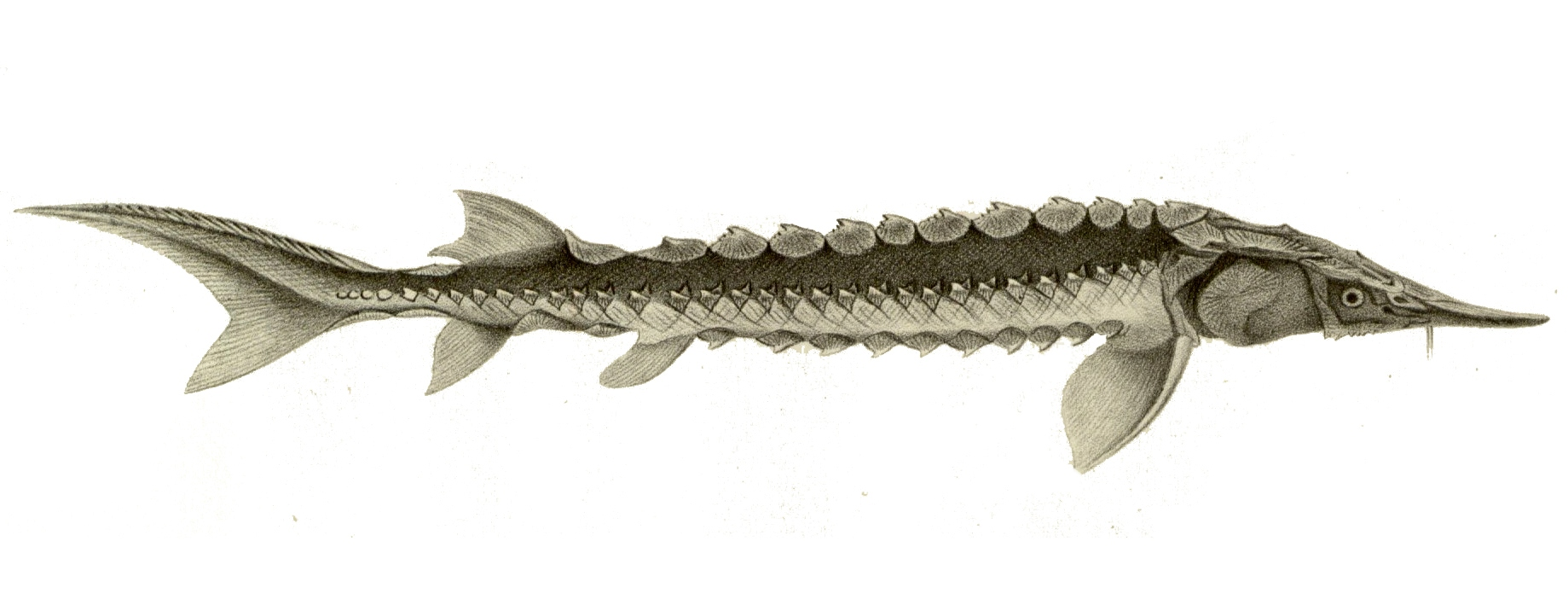
Acipenser dabryanus (il·lustració del 1868)

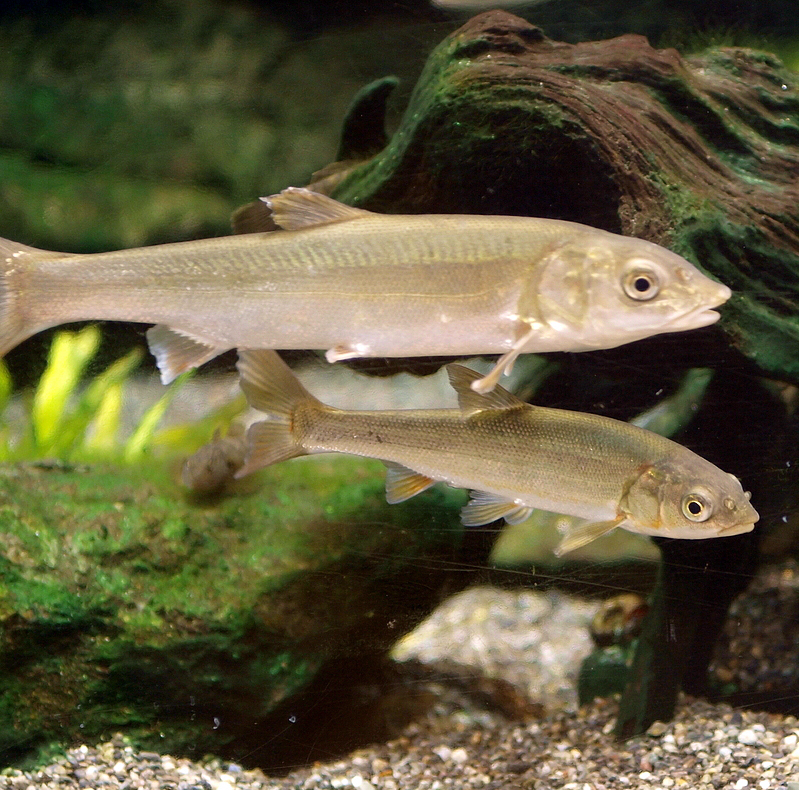
Tribolodon hakonensis

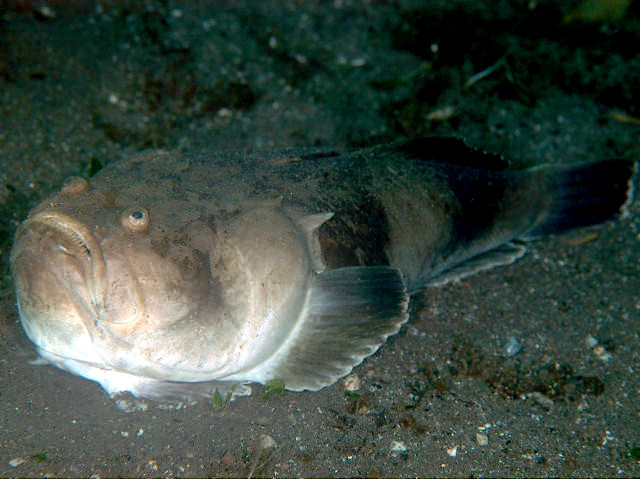
Uranoscopus bicinctus

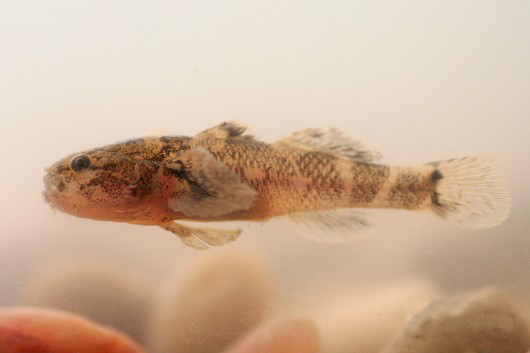
Tridentiger barbatus

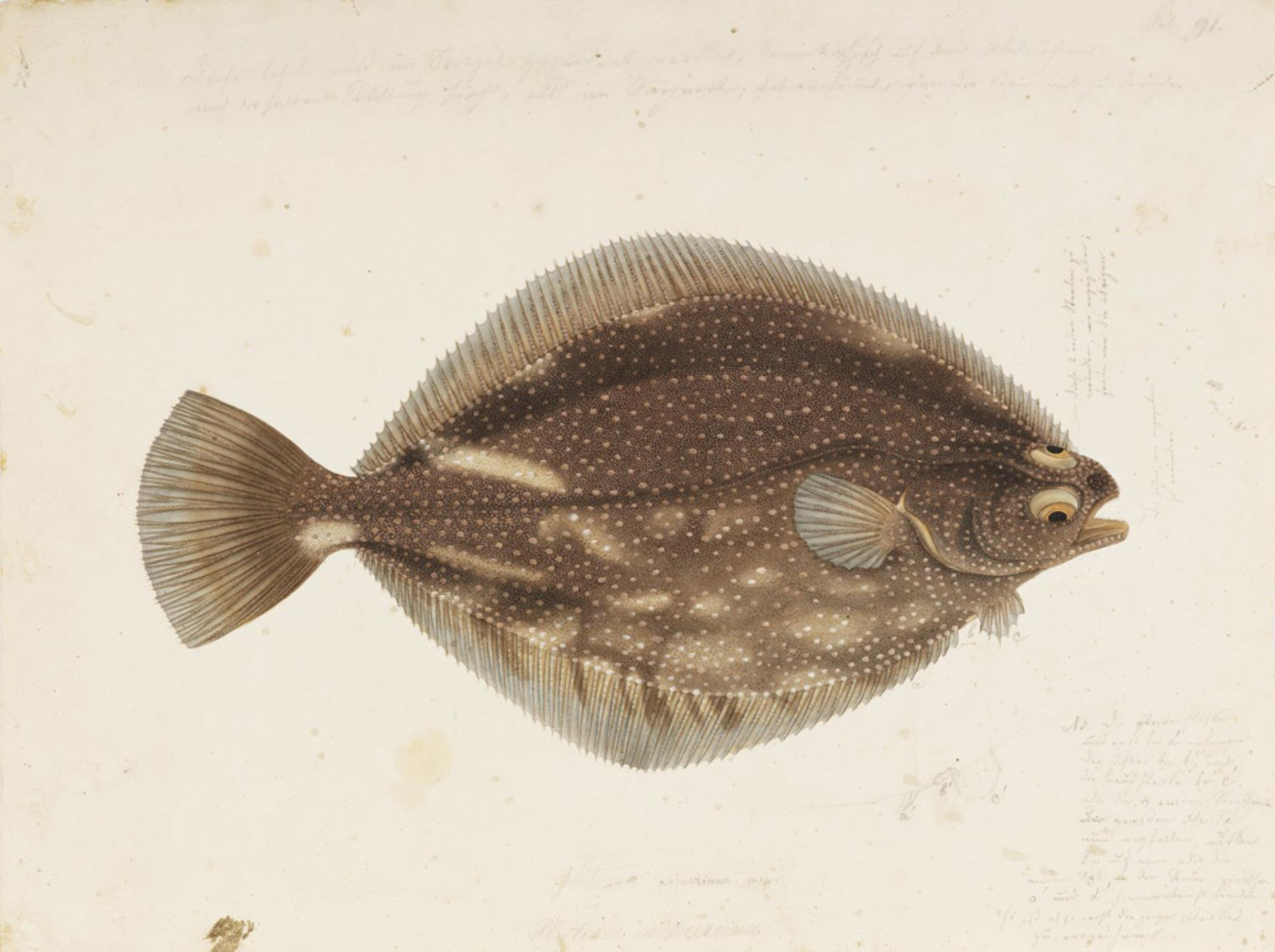
Verasper variegatus

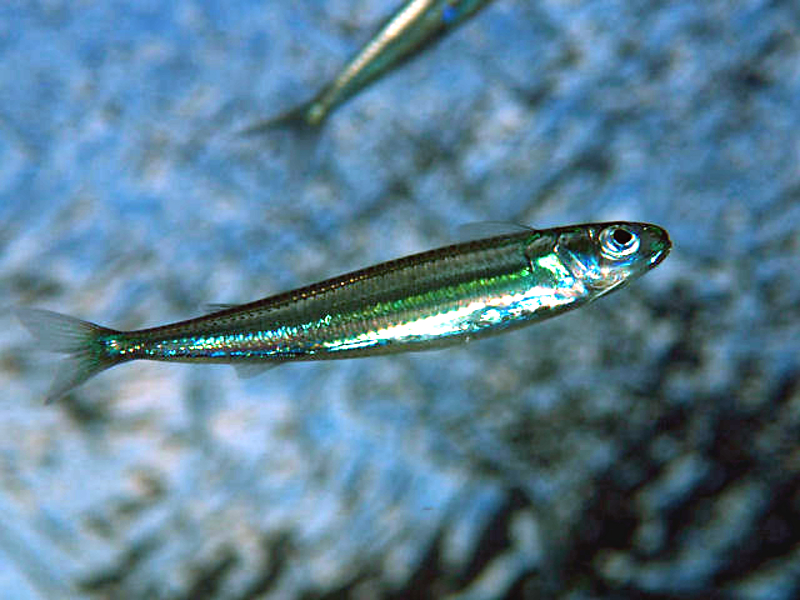
Hypoatherina tsurugae

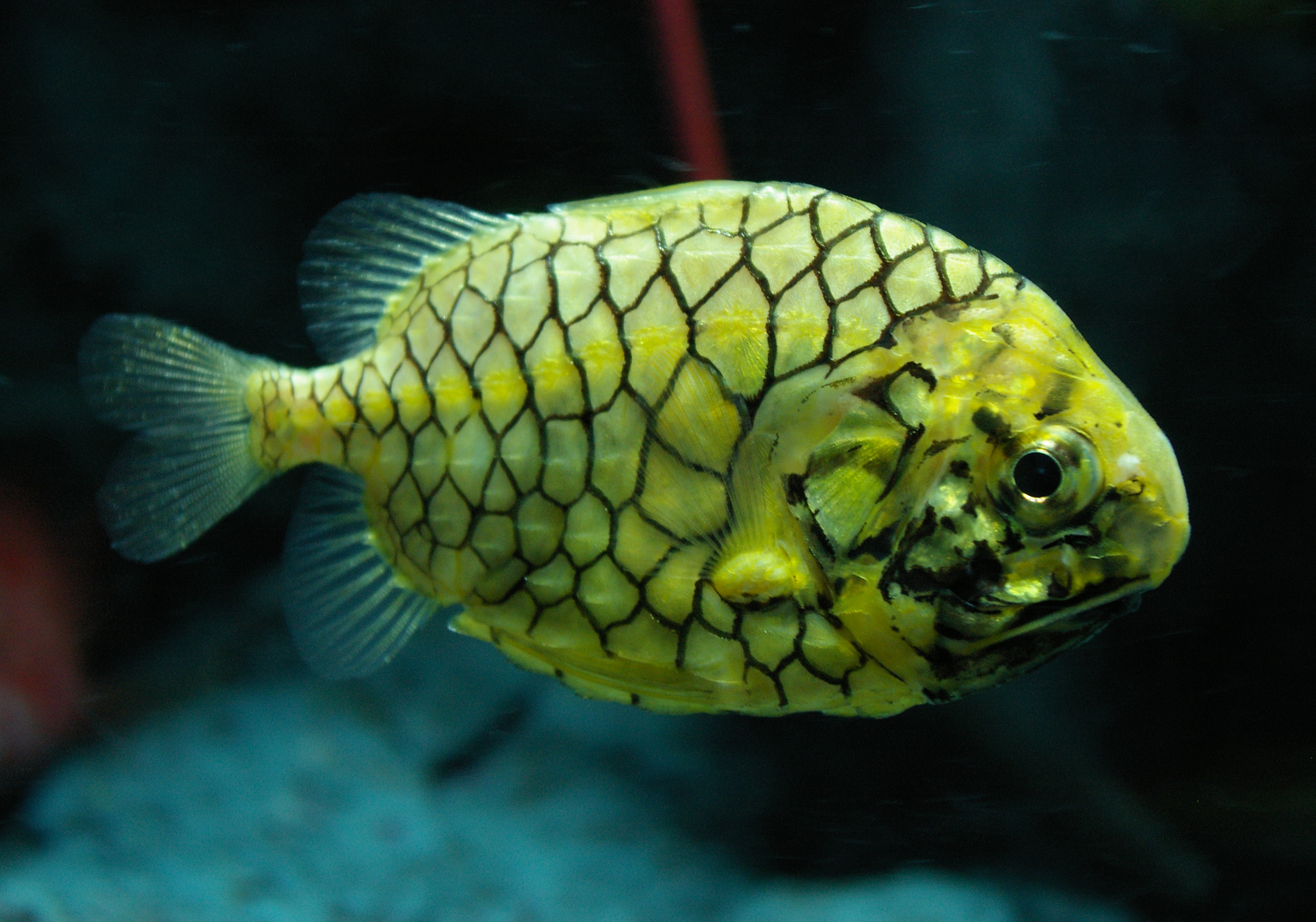
Monocentris japonica

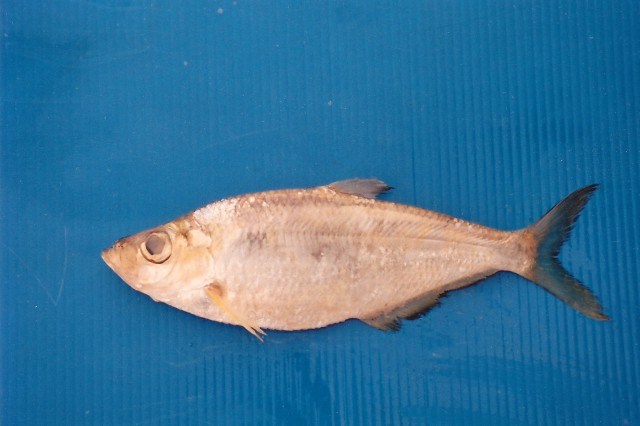
Ilisha elongata

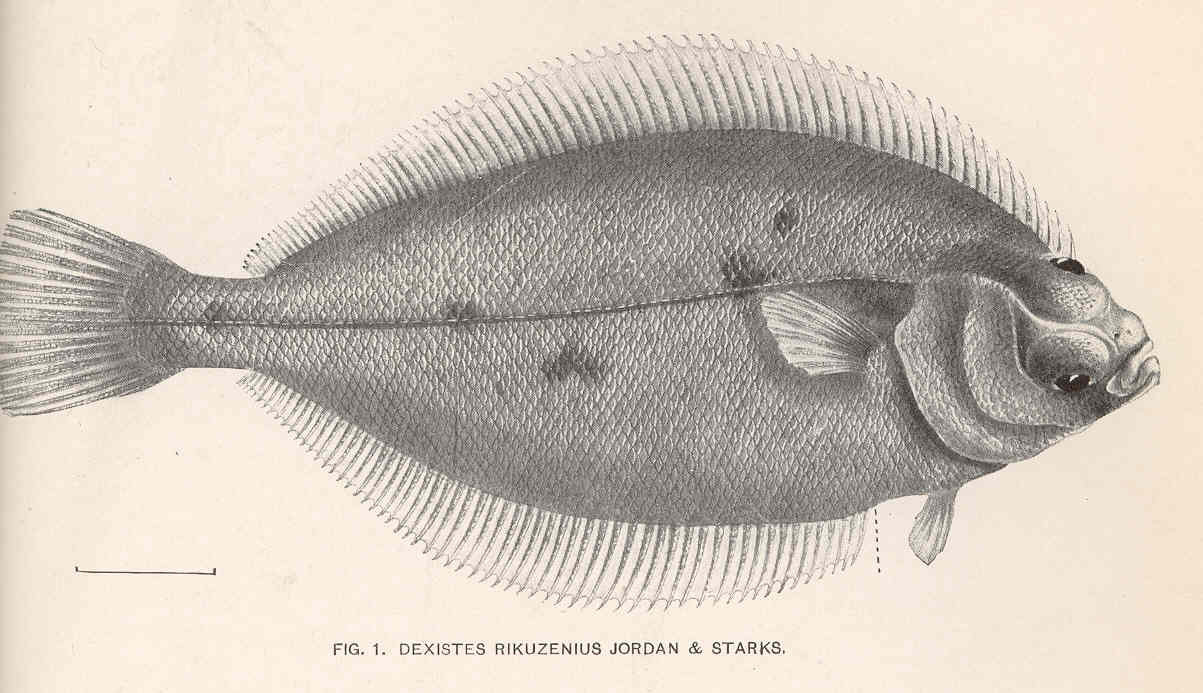
Dexistes rikuzenius (il·lustració del 1904)

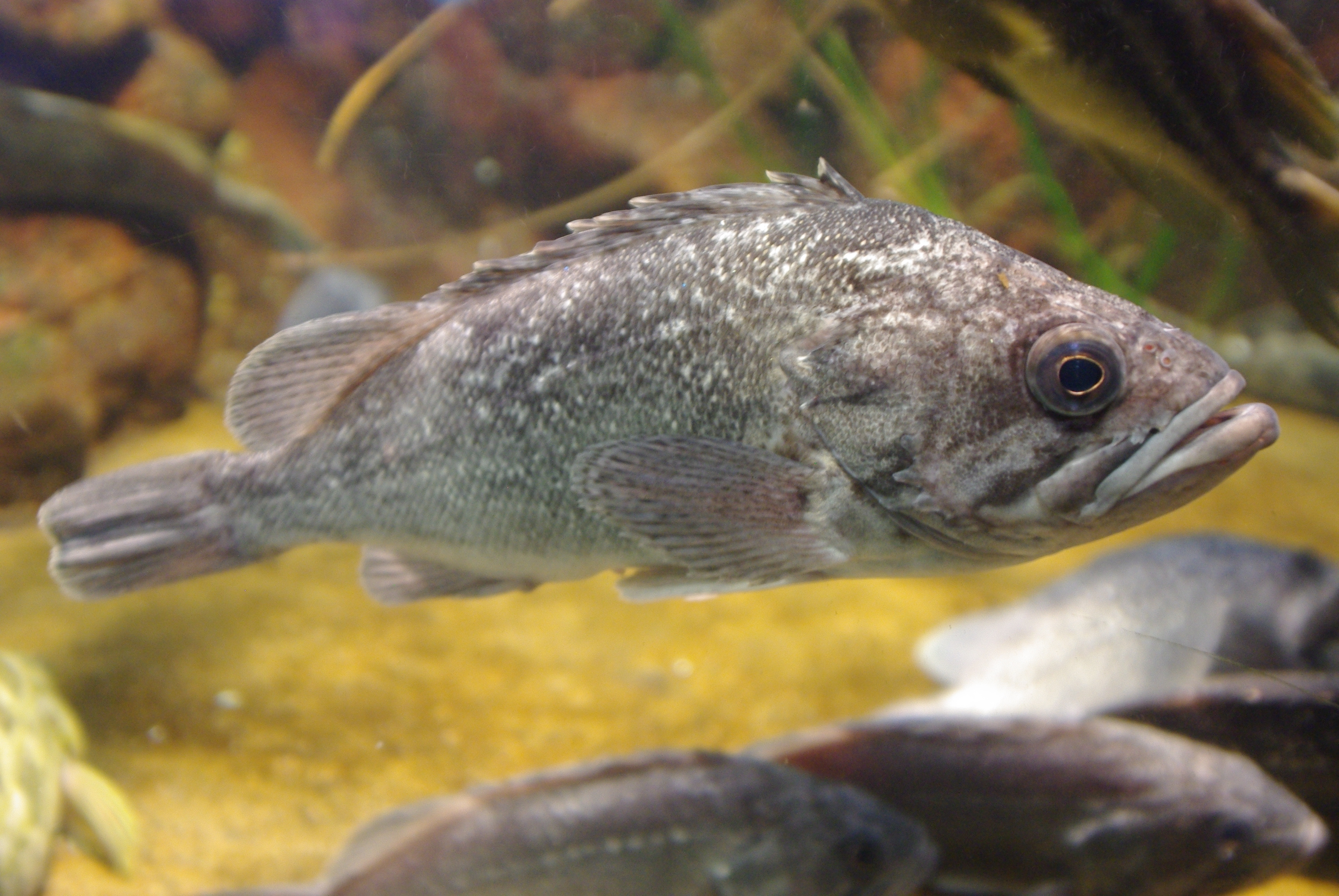
Sebastes schlegelii

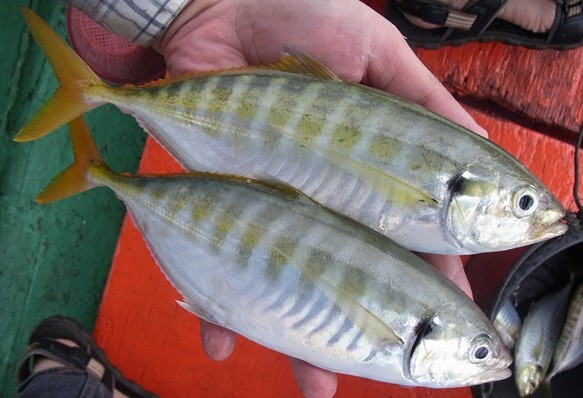
Atule mate

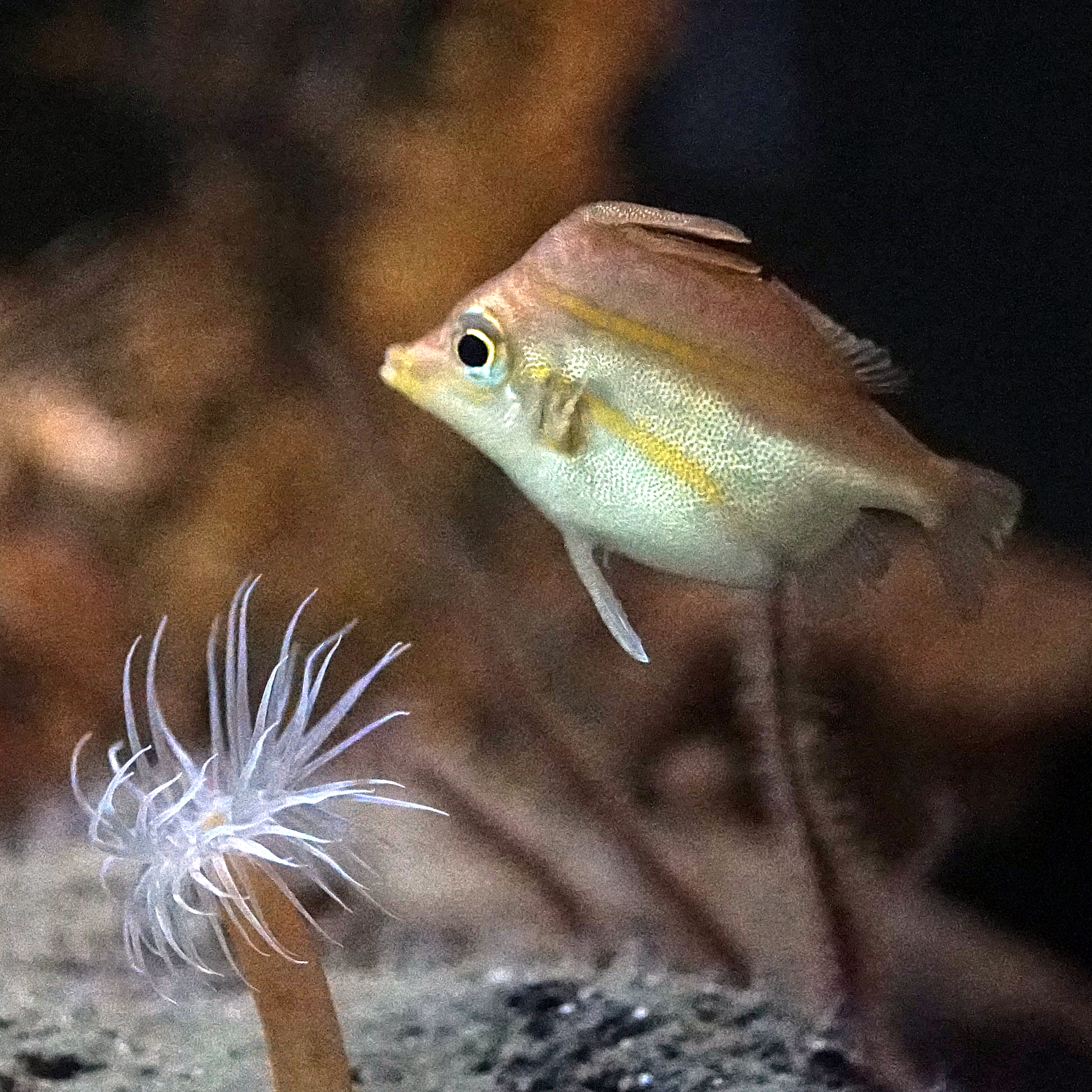
Triacanthodes anomalus

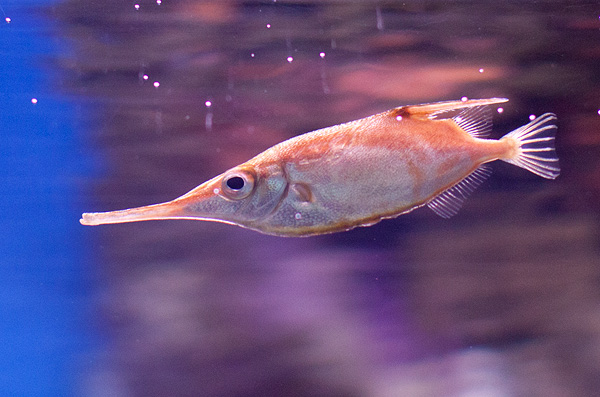
Trompeter (Macroramphosus scolopax)

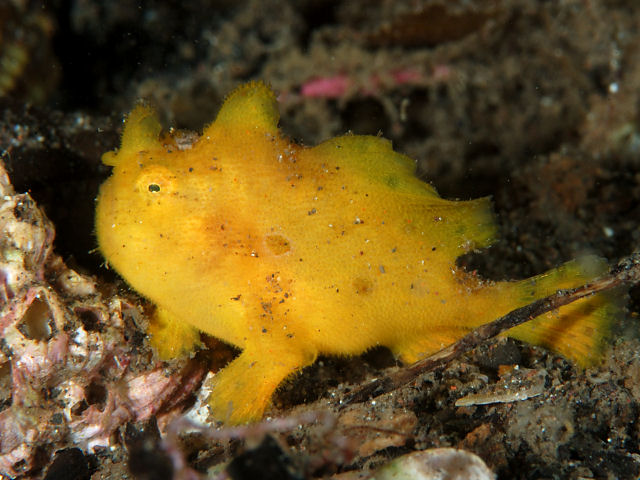
Antennarius striatus

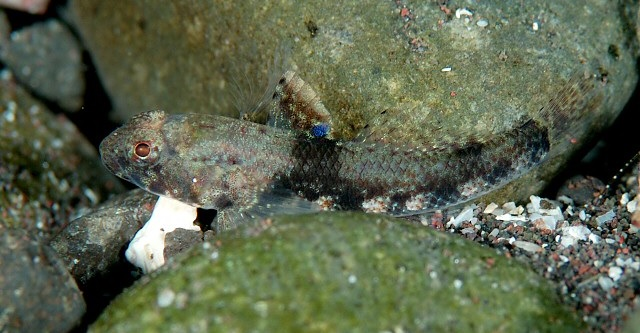
Bathygobius fuscus

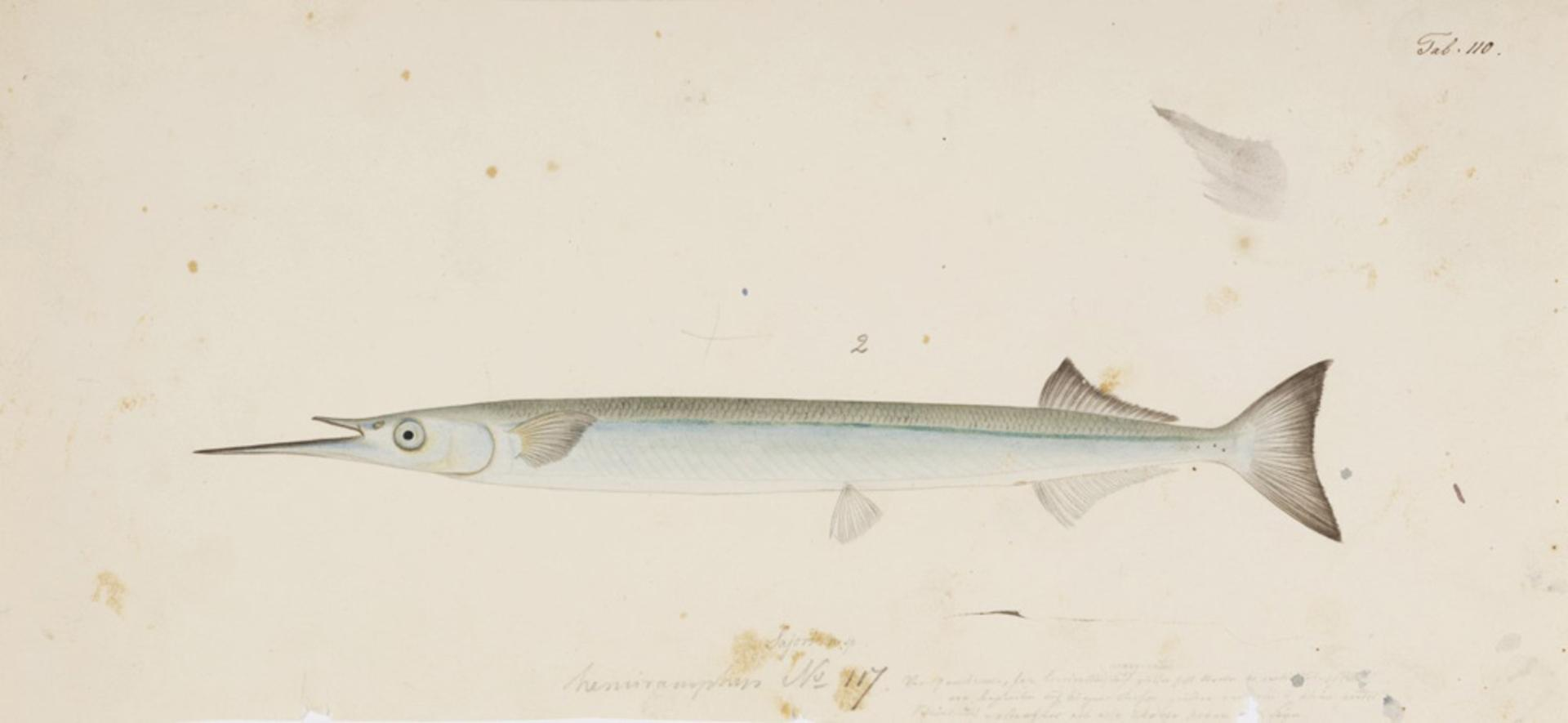
Hyporhamphus sajori

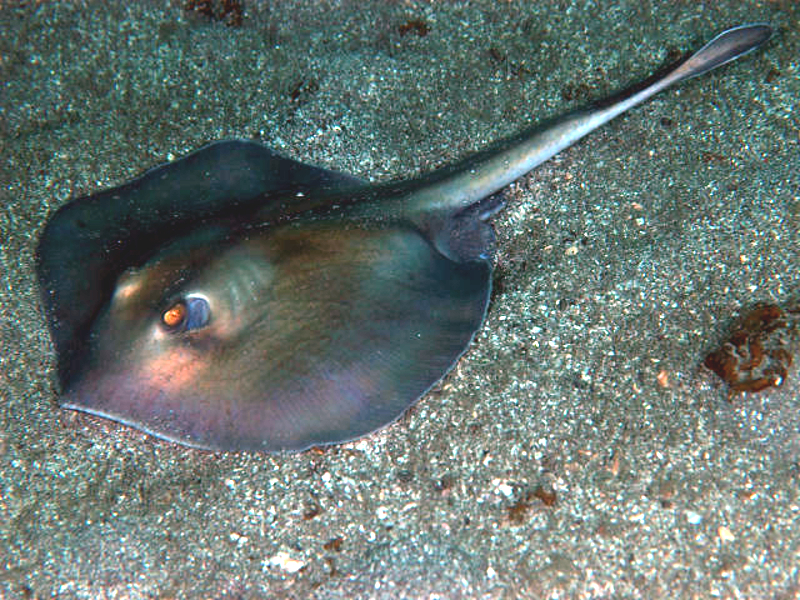
Urolophus aurantiacus

Aquesta llista de peixos de Corea del Nord inclou 305 espècies de peixos que es poden trobar actualment a Corea del Nord ordenades per l'ordre alfabètic de llur nom científic.

## A
- Abbottina rivularis[1]
- Abbottina springeri
- Acanthaphritis barbata
- Acanthogobius hasta[2]
- Acanthogobius lactipes[2]
- Acanthopagrus schlegelii
- Acanthopsetta nadeshnyi[3]
- Acentrogobius pflaumii
- Acheilognathus coreanus
- Acheilognathus intermedia
- Acheilognathus rhombeus
- Acheilognathus signifer[4]
- Acipenser dabryanus
- Acipenser mikadoi
- Acropoma japonicum
- Aetomylaeus nichofii
- Alectrias benjamini
- Alepes melanoptera
- Alepes vari
- Amblychaeturichthys hexanema
- Ammodytes hexapterus
- Ammodytes personatus[5][6]
- Anarrhichthys ocellatus
- Antennarius striatus
- Aphyocypris chinensis
- Ariosoma anago
- Aseraggodes kobensis
- Atrobucca nibe
- Atule mate
- Aulacocephalus temminckii
- Aulichthys japonicus
- Auxis rochei
- Auxis thazard

## B
- Barbatula barbatula
- Barbatula nuda
- Bathycongrus retrotinctus
- Bathygobius fuscus
- Beryx decadactylus
- Brachymystax lenok
- Brachymystax tumensis[7]

## C
- Callionymus koreanus[8]
- Callionymus lunatus
- Callionymus valenciennei
- Carangoides hedlandensis
- Carcharhinus brachyurus
- Carcharodon carcharias
- Cephaloscyllium umbratile
- Cetorhinus maximus
- Chaenogobius annularis
- Chaenogobius gulosus
- Chaetodon nippon
- Chaeturichthys stigmatias
- Chanodichthys erythropterus
- Cheilopogon doederleinii
- Chelidonichthys kumu
- Chelidonichthys spinosus
- Chimaera phantasma
- Chirolophis wui
- Choerodon azurio
- Citharoides macrolepidotus
- Cleisthenes herzensteini[3]
- Clidoderma asperrimum
- Clupea pallasii pallasii
- Cobitis lutheri[9][10]
- Cobitis melanoleuca[10]
- Cociella crocodilus
- Coilia mystus
- Coilia nasus
- Conger erebennus
- Conger japonicus
- Conger myriaster
- Coryphaena hippurus
- Cottus czerskii
- Cottus hangiongensis[7]
- Cyclopteropsis bergi

## D
- Dentex tumifrons
- Dexistes rikuzenius
- Dictyosoma rubrimaculatum
- Dictyosoma tongyeongensis[11]
- Diodon holocanthus
- Ditrema temminckii temminckii
- Doederleinia berycoides

## E
- Eleginus gracilis
- Engraulis japonicus
- Eopsetta grigorjewi
- Epinephelus awoara
- Epinephelus bruneus
- Epinephelus chlorostigma
- Epinephelus latifasciatus
- Epinephelus poecilonotus
- Epinephelus trimaculatus
- Etmopterus lucifer
- Etrumeus micropus
- Eudontomyzon morii
- Eupleurogrammus muticus

## F
- Favonigobius gymnauchen

## G
- Gadus macrocephalus
- Galeocerdo cuvier
- Gasterosteus aculeatus
- Glossanodon semifasciatus
- Glyptocephalus stelleri[3]
- Gnathopogon strigatus[12]
- Gobio cynocephalus
- Gobio gobio
- Gonorynchus abbreviatus
- Gymnogobius heptacanthus
- Gymnogobius mororanus
- Gymnogobius taranetzi
- Gymnogobius urotaenia
- Gymnura japonica

## H
- Halaelurus buergeri
- Hapalogenys nigripinnis
- Helicolenus hilgendorfii
- Hemibarbus longirostris[12]
- Hemibarbus maculatus
- Hemiculter leucisculus
- Hemitriakis japanica
- Hemitripterus villosus
- Heterodontus japonicus
- Heterodontus zebra
- Heteromycteris japonicus
- Hexagrammos agrammus
- Hexagrammos otakii
- Hoplobrotula armata
- Hucho ishikawae[13]
- Hypoatherina tsurugae
- Hypoatherina valenciennei
- Hypomesus japonicus[14]
- Hypomesus olidus[14]
- Hyporhamphus sajori
- Hyporthodus septemfasciatus

## I
- Ilisha elongata
- Istiompax indica
- Istiophorus platypterus
- Isurus oxyrinchus

## K
- Kareius bicoloratus
- Konosirus punctatus[15]

## L
- Lamna ditropis
- Lateolabrax japonicus
- Lepidopsetta bilineata
- Lepidopsetta mochigarei
- Lepidotrigla abyssalis
- Lepidotrigla guentheri
- Lethenteron camtschaticum
- Lethenteron reissneri
- Lethrinus genivittatus
- Leuciscus waleckii
- Limanda aspera
- Limanda punctatissima
- Liopropoma japonicum
- Liparis newmani
- Liparis tanakae
- Liparis tessellatus
- Liza haematocheila
- Lophiomus setigerus
- Lophius litulon
- Lumpenella longirostris
- Lumpenus sagitta

## M
- Macroramphosus scolopax
- Malakichthys wakiyae
- Mallotus villosus
- Megalops cyprinoides
- Micropercops cinctus[16][17]
- Microphysogobio tungtingensis[18]
- Microphysogobio yaluensis[13][18]
- Micropterus salmoides[19]
- Microstomus achne
- Miichthys miiuy
- Misgurnus anguillicaudatus
- Misgurnus buphoensis[20]
- Misgurnus mizolepis
- Monocentris japonica
- Mustelus griseus
- Mustelus manazo
- Myliobatis tobijei

## N
- Neosalanx hubbsi
- Neosalanx jordani
- Neozoarces pulcher
- Nibea chui
- Nipponocypris temminckii[19][21]
- Notorynchus cepedianus

## O
- Odontobutis obscura[22][23]
- Okamejei kenojei[24]
- Oncorhynchus gorbuscha
- Oncorhynchus keta
- Oncorhynchus masou masou
- Opisthocentrus zonope
- Oplegnathus fasciatus
- Opsariichthys uncirostris
- Orectolobus japonicus
- Osmerus dentex
- Osmerus mordax
- Ostichthys japonicus

## P
- Pagrus major
- Parablennius yatabei
- Parapercis sexfasciata
- Parapercis snyderi[25]
- Paraplagusia japonica
- Pennahia argentata
- Perccottus glenii
- Periophthalmus modestus[26]
- Peristedion orientale
- Pholis crassispina
- Pholis picta
- Phoxinus kumgangensis
- Phoxinus phoxinus
- Phoxinus semotilus[25]
- Phoxinus steindachneri
- Platichthys stellatus
- Plecoglossus altivelis altivelis
- Pleurogrammus azonus[27]
- Pleuronichthys cornutus
- Podothecus sachi
- Podothecus sturioides
- Pristiophorus japonicus
- Proscyllium habereri
- Protosalanx chinensis
- Psenopsis anomala
- Pseudaesopia japonica
- Pseudocarcharias kamoharai
- Pseudogobio esocinus
- Pseudolabrus eoethinus
- Pseudopleuronectes herzensteini
- Pseudopleuronectes obscurus
- Pseudopleuronectes schrenki[3]
- Pseudopleuronectes yokohamae
- Pseudorhombus pentophthalmus
- Pterois volitans
- Pungitius sinensis[19]
- Pungtungia herzi

## R
- Rhincodon typus
- Rhodeus suigensis
- Rhynchocypris oxycephalus

## S
- Salanx ariakensis
- Salvelinus leucomaenis leucomaenis
- Salvelinus malma
- Sarcocheilichthys nigripinnis morii
- Sarcocheilichthys sinensis
- Sardinops sagax[28]
- Saurida microlepis
- Saurogobio dabryi
- Scomber australasicus
- Scomber japonicus
- Scomberomorus niphonius
- Scorpaenopsis diabolus
- Scyliorhinus torazame
- Sebastes owstoni
- Sebastes schlegelii
- Sebastes thompsoni
- Sebastes trivittatus
- Sebastiscus albofasciatus
- Sebastiscus marmoratus
- Sebastiscus tertius
- Seriola lalandi
- Seriola quinqueradiata
- Setipinna tenuifilis
- Sillago japonica
- Sillago sihama
- Silurus microdorsalis
- Siniperca scherzeri
- Sphyraena japonica
- Sphyrna zygaena
- Squalidus gracilis majimae
- Squalidus japonicus coreanus[29]
- Squaliobarbus curriculus
- Squalus japonicus
- Squalus megalops
- Squalus mitsukurii
- Squalus suckleyi
- Squatina japonica
- Squatina nebulosa
- Stichaeus grigorjewi
- Suezichthys gracilis

## T
- Takifugu obscurus
- Takifugu pardalis
- Takifugu poecilonotus
- Takifugu porphyreus
- Takifugu rubripes
- Takifugu xanthopterus
- Tanakia lanceolata
- Tanakius kitaharae
- Tentoriceps cristatus
- Theragra chalcogramma
- Thryssa chefuensis[30]
- Thymallus yaluensis
- Trachurus japonicus
- Trachyrhamphus serratus
- Triacanthodes anomalus
- Triakis scyllium
- Tribolodon brandtii
- Tribolodon hakonensis
- Trichiurus lepturus
- Tridentiger barbatus
- Tridentiger brevispinis
- Triso dermopterus

## U
- Upeneus japonicus
- Uranoscopus bicinctus
- Uranoscopus japonicus
- Urolophus aurantiacus

## V
- Verasper variegatus

## X
- Xenocephalus elongatus

## Z
- Zenopsis nebulosa
- Zeus faber
- Zoarces gillii[25]
- Zoarchias glaber[31]